# Babița, Pernik
Babița (în bulgară Бабица) este un sat în comuna Breznik, regiunea Pernik,  Bulgaria. 

## Demografie
Componența etnică a satului Babița
     Bulgari (92,3%)
     Nicio identificare (7,69%)
     Altele (0%)
La recensământul din 2011, populația satului Babița era de 26 locuitori. Din punct de vedere etnic, majoritatea locuitorilor (92,3%) erau bulgari. Pentru 7,69% din locuitori nu este cunoscută apartenența etnică.